# National Hockey League 1963/1964
National Hockey League 1963/1964 var den 47:e säsongen av NHL. 6 lag spelade 70 matcher i grundserien innan Stanley Cup inleddes den 26 mars 1964. Stanley Cup vanns av Toronto Maple Leafs som tog sin 12:e titel, efter finalseger mot Detroit Red Wings med 4-3 i matcher.
Chicago Black Hawks' Stan Mikita vann poängligan på 89 poäng, 39 mål och 50 assist.

## Grundserien
| Nr | Lag                 | S  | V  | O  | F  | GM  | IM  | MS  | P  |
| -- | ------------------- | -- | -- | -- | -- | --- | --- | --- | -- |
| 1  | Montreal Canadiens  | 70 | 36 | 13 | 21 | 209 | 167 | +42 | 85 |
| 2  | Chicago Black Hawks | 70 | 36 | 12 | 22 | 218 | 169 | +49 | 84 |
| 3  | Toronto Maple Leafs | 70 | 33 | 12 | 25 | 192 | 172 | +20 | 78 |
| 4  | Detroit Red Wings   | 70 | 30 | 11 | 29 | 191 | 204 | −13 | 71 |
| 5  | New York Rangers    | 70 | 22 | 10 | 38 | 186 | 242 | −56 | 54 |
| 6  | Boston Bruins       | 70 | 18 | 12 | 40 | 170 | 212 | −42 | 48 |

## Poängligan 1963/1964
Not: SM = Spelade matcher, M = Mål, A = Assists, Pts = Poäng
| Spelare       | Lag                                    | SM | M  | A  | Pts |
| ------------- | -------------------------------------- | -- | -- | -- | --- |
| Stan Mikita   | Chicago Black Hawks                    | 70 | 39 | 50 | 89  |
| Bobby Hull    | Chicago Black Hawks                    | 70 | 43 | 44 | 87  |
| Jean Beliveau | Montreal Canadiens                     | 68 | 28 | 50 | 78  |
| Andy Bathgate | New York Rangers / Toronto Maple Leafs | 71 | 19 | 58 | 77  |
| Gordie Howe   | Detroit Red Wings                      | 69 | 26 | 47 | 73  |

## Slutspelet 1964
4 lag gjorde upp om Stanley Cup-bucklan, matchserierna avgjordes det i bäst av sju matcher.
Semifinaler
Montreal Canadiens vs. Toronto Maple Leafs
| Datum   | Hemma               | Mål | Borta               | Mål |
| ------- | ------------------- | --- | ------------------- | --- |
| 26 mars | Montreal Canadiens  | 2   | Toronto Maple Leafs | 0   |
| 28 mars | Montreal Canadiens  | 1   | Toronto Maple Leafs | 2   |
| 31 mars | Toronto Maple Leafs | 2   | Montreal Canadiens  | 3   |
| 2 april | Toronto Maple Leafs | 5   | Montreal Canadiens  | 3   |
| 4 april | Montreal Canadiens  | 4   | Toronto Maple Leafs | 2   |
| 7 april | Toronto Maple Leafs | 3   | Montreal Canadiens  | 0   |
| 9 april | Montreal Canadiens  | 1   | Toronto Maple Leafs | 3   |

Toronto Maple Leafs vann semifinalserien med 4-3 i matcher
Chicago Black Hawks vs. Detroit Red Wings
| Datum   | Hemma               | Mål | Borta               | Mål | Not      |
| ------- | ------------------- | --- | ------------------- | --- | -------- |
| 26 mars | Chicago Black Hawks | 4   | Detroit Red Wings   | 1   |          |
| 29 mars | Chicago Black Hawks | 4   | Detroit Red Wings   | 5   |          |
| 31 mars | Detroit Red Wings   | 3   | Chicago Black Hawks | 0   |          |
| 2 april | Detroit Red Wings   | 2   | Chicago Black Hawks | 3   | SD 08:21 |
| 5 april | Chicago Black Hawks | 3   | Detroit Red Wings   | 2   |          |
| 7 april | Detroit Red Wings   | 7   | Chicago Black Hawks | 2   |          |
| 9 april | Chicago Black Hawks | 2   | Detroit Red Wings   | 4   |          |

Detroit Red Wings vann semifinalserien med 4-3 i matcher

## Stanley Cup-final
Toronto Maple Leafs vs. Detroit Red Wings
| Datum    | Hemma               | Mål | Borta               | Mål | Spelplats                   | Not      |
| -------- | ------------------- | --- | ------------------- | --- | --------------------------- | -------- |
| 11 april | Toronto Maple Leafs | 3   | Detroit Red Wings   | 2   | Maple Leaf Gardens, Toronto |          |
| 14 april | Toronto Maple Leafs | 3   | Detroit Red Wings   | 4   | Maple Leaf Gardens, Toronto | SD 07:52 |
| 16 april | Detroit Red Wings   | 4   | Toronto Maple Leafs | 3   | Detroit Olympia, Detroit    |          |
| 18 april | Detroit Red Wings   | 2   | Toronto Maple Leafs | 4   | Detroit Olympia, Detroit    |          |
| 21 april | Toronto Maple Leafs | 1   | Detroit Red Wings   | 2   | Maple Leaf Gardens, Toronto |          |
| 23 april | Detroit Red Wings   | 3   | Toronto Maple Leafs | 4   | Detroit Olympia, Detroit    | SD 01:43 |
| 25 april | Toronto Maple Leafs | 4   | Detroit Red Wings   | 0   | Maple Leaf Gardens, Toronto |          |

Toronto Maple Leafs vann finalserien med 4-3 i matcher

## NHL awards
| 1963–64 NHL awards            | 1963–64 NHL awards |
| ----------------------------- | ------------------ |
| Prince of Wales Trophy:       | Montreal Canadiens |
| Art Ross Memorial Trophy:     | Stan Mikita        |
| Calder Memorial Trophy:       | Jacques Laperrière |
| Hart Memorial Trophy:         | Jean Beliveau      |
| James Norris Memorial Trophy: | Pierre Pilote      |
| Lady Byng Memorial Trophy:    | Ken Wharram        |
| Vezina Trophy:                | Charlie Hodge      |

## All-Star
| Första                             | Position | Andra                                  |
| ---------------------------------- | -------- | -------------------------------------- |
| Glenn Hall, Chicago Black Hawks    | M        | Charlie Hodge, Montreal Canadiens      |
| Pierre Pilote, Chicago Black Hawks | B        | Moose Vasko, Chicago Black Hawks       |
| Tim Horton, Toronto Maple Leafs    | B        | Jacques Laperrière, Montreal Canadiens |
| Stan Mikita, Chicago Black Hawks   | C        | Jean Beliveau, Montreal Canadiens      |
| Kenny Wharram, Chicago Black Hawks | HF       | Gordie Howe, Detroit Red Wings         |
| Bobby Hull, Chicago Black Hawks    | VF       | Frank Mahovlich, Toronto Maple Leafs   |